# AFC Challenge Cup 2008
AFC Challenge Cup 2008 var en turnering i fotboll för landslag som hölls 30 juli till 13 augusti 2008 i Indien.
Det var andra gången AFC Challenge Cup arrangerades. Det är en turnering för de lägst rankade av de lag som ingår i AFC, Asiens fotbollsförbund. Vinnarna blev värdlandet Indien som därmed även kvalade in till asiatiska mästerskapet 2011 i Qatar i januari 2011. Även 2010 års vinnare fick en direktplats till det mästerskapet. Indiens landslag leddes av den engelska tränaren Bob Houghton som även varit tränare i svenska klubblag. Indien vann även priset för fair play och lagets lagkapten, anfallaren Baichung Bhutia utsågs till turneringens mest värdefulla spelare.
Från början var det tänkt att turneringen skulle arrangeras av Taiwan men de kunde inte garantera att uppfylla kraven som arrangör som AFC ställde på dem. Thailand valde då att ta över arrangemanget men tackade senare nej då de inte ansåg sig ha tillräckligt med tid för att förbereda sig.
Även om denna turnering enbart är för lagen som av AFC rankas i gruppen underutvecklade lag och som behöver mer tid för att utveckla sitt landslag och förbund så har lag från andra rankinggrupper tillåtits att delta. I 2006 års turnering deltog Bangladesh och Indien fast de rankas som lag under utveckling. Bangladesh som värdland och Indien med sitt U20-landslag. Till 2008 års turnering blev båda dessa länder återigen inbjudna, tillsammans med Nordkorea och Laos som vid den tiden var rankade i gruppen lag under utveckling.
Laos drog sig däremot ur turneringen 2 maj 2008 och 12 dagar senare drog sig även Palestina ur.
På grund av den dåliga kvalitén på planen vid Lal Bahadur Shastri Stadium som var tänkt som huvudarena flyttade AFC huvuddelen av matcherna. Det beslutades att 12 matcher skulle spelas på Gachibowli Athletic Stadium och bara två på LBS-stadion. På grund av mycket regnande i Hyderabad dagarna före finalen så flyttade AFC finalen och bronsmatchen till Ambedkar Stadium i New Delhi.

## Turneringen
De fyra lag som vann sin kvalgrupp blev kvalificerade till slutspelet, tillsammans med de andra lagen blev det totalt åtta lag som spelade i slutspelet. De fyra andra lag, som redan var automatiskt kvalificerade var Nordkorea, Turkmenistan, Burma och värdlandet Indien. Mongoliet och Östtimor valde att inte ta del i turneringen.

### Seedning
Fetstil - kvalificerade lag, kursiverat - lag som dragit sig ur
| 1. Nordkorea 2. Turkmenistan 3. Indien 4. Myanmar | 5. Tadzjikistan · 6. Sri Lanka · 7. Nepal · 8. Kirgizistan | 9. Palestina (Drog sig ur 14 maj 2008) · 10. Kinesiska Taipei · 11. Bangladesh · 12. Brunei | 13. Pakistan · 14. Kambodja · 15. Filippinerna · 16. Afghanistan | 17. Bhutan · 18. Macao · 19. Guam · 20. Laos (Drog sig ur 2 maj 2008) |

## Kvalspelet
Största överraskningen här var Afghanistan som vann sin kvalgrupp genom en vinst och en oavgjord match. De hade bara tre lag i sin grupp eftersom Laos valde att dra sig ur. De spelade oavgjort mot Bangladesh och vann sen mot Kirgizistan. När sen Kirgizistan vann sista matchen mot Bangladesh var det klart att Afghanistan skulle få spela i slutspelet. De var rankade på plats 16 av de 20 lagen som deltog, de övriga 7-lagen som deltog i slutspelet var rankade 1–7.
Följande lag kvalificerade sig för slutspelet i Indien:
- Indien (Värland)
- Nordkorea (Automatiskt kvalificerade)
- Turkmenistan (Automatiskt kvalificerade)
- Myanmar (Automatiskt kvalificerade)
- Sri Lanka (Vinnare kvalgrupp A)
- Tadzjikistan (Vinnare kvalgrupp B)
- Afghanistan (Vinnare kvalgrupp C)
- Nepal (Vinnare kvalgrupp D)

## Slutspelet
Alla tider anges i indisk tid, UTC+5:30

### Gruppspel
| Färger i tabellerna                           |
| --------------------------------------------- |
| Två bästa lagen som går vidare till semifinal |

#### Hur lagen skiljs åt
När två eller fler lag i gruppspelet hamnar på samma poäng används dessa kriterier för att skilja dem åt:
1. poäng i matcherna mellan lagen som är inblandade;
2. målskillnad i matcherna mellan lagen som är inblandade;
3. antal gjorda mål i matcherna mellan lagen som är inblandade;
4. målskillnad i alla gruppmatcherna;
5. antal gjorda mål i alla gruppmatcherna;
6. straffläggning (om enbart två lag hamnar på samma poäng och båda lagen spelat sista matchen mot varandra);
7. minst antal gula och röda kort som lagen fått under alla gruppmatcherna;
8. lottning som sköts av arrangörens organisation.

#### Grupp A
Indien tog sig med viss möda vidare som vinnare av gruppen. I första matchen mot Afghanistan vann man tack vare ett mål på tilläggstid. I sin andra match lyckade man få 1–1 efter att Tadzjikistan hade gjort först ett ledningsmål men sen självmål. I den sista matchen vann man med uddamålet mot Turkmenistan. Det andra laget som gick vidare från denna grupp var Tadzjikistan efter två oavgjorda matcher och en avslutande säker seger mot redan utslagna Afghanistan. Afghanistan, laget som var kvalets överraskning, lyckades inte göra ett enda mål under gruppspelet. Turkmenistan tog en stor seger mot just Afghanistan och spelade oavgjort mot Tadzjikistan men förlusten mot Indien gjorde att de inte heller gick vidare.
| Lag          | S | V | O | F | GM | IM | MS  | P |
| ------------ | - | - | - | - | -- | -- | --- | - |
| Indien       | 3 | 2 | 1 | 0 | 4  | 2  | +2  | 7 |
| Tadzjikistan | 3 | 1 | 2 | 0 | 5  | 1  | +4  | 5 |
| Turkmenistan | 3 | 1 | 1 | 1 | 6  | 2  | +4  | 4 |
| Afghanistan  | 3 | 0 | 0 | 3 | 0  | 10 | −10 | 0 |

|       | 30 juli 2008 | Turkmenistan | 0 – 0   | Tadzjikistan | Gachibowli Athletic Stadium, Hyderabad              |                                                     |
| 16:00 | 16:00        |              | Rapport |              | Publik: 150 Domare: Valentin Kovalenko (Uzbekistan) | Publik: 150 Domare: Valentin Kovalenko (Uzbekistan) |
| 16:00 | 16:00        |              |         |              | Publik: 150 Domare: Valentin Kovalenko (Uzbekistan) | Publik: 150 Domare: Valentin Kovalenko (Uzbekistan) |
| 16:00 | 16:00        |              |         |              | Publik: 150 Domare: Valentin Kovalenko (Uzbekistan) | Publik: 150 Domare: Valentin Kovalenko (Uzbekistan) |

|       | 30 juli 2008 | Indien         | 1 – 0   | Afghanistan | Gachibowli Athletic Stadium, Hyderabad   |                                          |
| 18:30 | 18:30        | Lawrence 90+2′ | Rapport |             | Publik: 300 Domare: Masaaki Toma (Japan) | Publik: 300 Domare: Masaaki Toma (Japan) |
| 18:30 | 18:30        |                |         |             | Publik: 300 Domare: Masaaki Toma (Japan) | Publik: 300 Domare: Masaaki Toma (Japan) |
| 18:30 | 18:30        |                |         |             | Publik: 300 Domare: Masaaki Toma (Japan) | Publik: 300 Domare: Masaaki Toma (Japan) |

|       | 1 augusti 2008 | Tadzjikistan | 1 – 1   | Indien              | Gachibowli Athletic Stadium, Hyderabad                    |                                                           |
| 16:00 | 16:00          | Rabiev 11′   | Rapport | Tuychiev 61′ (sjm.) | Publik: 350 Domare: Tayeb Hasan Shamsuzzaman (Bangladesh) | Publik: 350 Domare: Tayeb Hasan Shamsuzzaman (Bangladesh) |
| 16:00 | 16:00          |              |         |                     | Publik: 350 Domare: Tayeb Hasan Shamsuzzaman (Bangladesh) | Publik: 350 Domare: Tayeb Hasan Shamsuzzaman (Bangladesh) |
| 16:00 | 16:00          |              |         |                     | Publik: 350 Domare: Tayeb Hasan Shamsuzzaman (Bangladesh) | Publik: 350 Domare: Tayeb Hasan Shamsuzzaman (Bangladesh) |

|       | 1 augusti 2008 | Afghanistan | 0 – 5   | Turkmenistan                           | Gachibowli Athletic Stadium, Hyderabad      |                                             |
| 18:30 | 18:30          |             | Rapport | Öwekow 1′, 41′, 77′, 80′ Krendelev 23′ | Publik: 100 Domare: Ali Saleem (Maldiverna) | Publik: 100 Domare: Ali Saleem (Maldiverna) |
| 18:30 | 18:30          |             |         |                                        | Publik: 100 Domare: Ali Saleem (Maldiverna) | Publik: 100 Domare: Ali Saleem (Maldiverna) |
| 18:30 | 18:30          |             |         |                                        | Publik: 100 Domare: Ali Saleem (Maldiverna) | Publik: 100 Domare: Ali Saleem (Maldiverna) |

|       | 3 augusti 2008 | Turkmenistan     | 1 – 2   | Indien          | Gachibowli Athletic Stadium, Hyderabad                        |                                                               |
| 18:30 | 18:30          | Orazmämmedow 84′ | Rapport | Bhutia 54′, 80′ | Publik: 1 000 Domare: Khalid Al-Senan (Förenade Arabemiraten) | Publik: 1 000 Domare: Khalid Al-Senan (Förenade Arabemiraten) |
| 18:30 | 18:30          |                  |         |                 | Publik: 1 000 Domare: Khalid Al-Senan (Förenade Arabemiraten) | Publik: 1 000 Domare: Khalid Al-Senan (Förenade Arabemiraten) |
| 18:30 | 18:30          |                  |         |                 | Publik: 1 000 Domare: Khalid Al-Senan (Förenade Arabemiraten) | Publik: 1 000 Domare: Khalid Al-Senan (Förenade Arabemiraten) |

|       | 3 augusti 2008 | Afghanistan | 0 – 4   | Tadzjikistan                         | Lal Bahadur Shastri Stadium, Hyderabad    |                                           |
| 18:30 | 18:30          |             | Rapport | Rabiev 14′, 44′, 56′ Tukhtasunov 39′ | Publik: 150 Domare: Vo Minh Tri (Vietnam) | Publik: 150 Domare: Vo Minh Tri (Vietnam) |
| 18:30 | 18:30          |             |         |                                      | Publik: 150 Domare: Vo Minh Tri (Vietnam) | Publik: 150 Domare: Vo Minh Tri (Vietnam) |
| 18:30 | 18:30          |             |         |                                      | Publik: 150 Domare: Vo Minh Tri (Vietnam) | Publik: 150 Domare: Vo Minh Tri (Vietnam) |

#### Grupp B
Nordkorea gick vidare till semifinal efter tre raka vinster (9 poäng) och inget insläppt mål. Burma gick vidare som tvåa i gruppen på 6 poäng efter säkra vinster mot Nepal och Sri Lanka samt en uddamålsförlust i den betydelselösa sista matchen mot Nordkorea. Nepal blev utslaget efter att ha förlorat mot de två lagen som gick vidare och avslutat med en vinst i den betydelselösa sista matchen mot Sri Lanka som inte lyckades ta någon poäng.
| Lag       | S | V | O | F | GM | IM | MS | P |
| --------- | - | - | - | - | -- | -- | -- | - |
| Nordkorea | 3 | 3 | 0 | 0 | 5  | 0  | +5 | 9 |
| Myanmar   | 3 | 2 | 0 | 1 | 6  | 2  | +4 | 6 |
| Nepal     | 3 | 1 | 0 | 2 | 3  | 4  | −1 | 3 |
| Sri Lanka | 3 | 0 | 0 | 3 | 1  | 9  | −8 | 0 |

|       | 31 juli 2008 | Nordkorea                              | 3 – 0   | Sri Lanka | Gachibowli Athletic Stadium, Hyderabad    |                                           |
| 16:00 | 16:00        | Peiris 5′ (sjm.) Pak Song-Chol 9′, 27′ | Rapport |           | Publik: 100 Domare: Vo Minh Tri (Vietnam) | Publik: 100 Domare: Vo Minh Tri (Vietnam) |
| 16:00 | 16:00        |                                        |         |           | Publik: 100 Domare: Vo Minh Tri (Vietnam) | Publik: 100 Domare: Vo Minh Tri (Vietnam) |
| 16:00 | 16:00        |                                        |         |           | Publik: 100 Domare: Vo Minh Tri (Vietnam) | Publik: 100 Domare: Vo Minh Tri (Vietnam) |

|       | 31 juli 2008 | Myanmar                                              | 3 – 0   | Nepal | Gachibowli Athletic Stadium, Hyderabad                      |                                                             |
| 18:30 | 18:30        | Yazar Win Thein 66′ Myo Min Tun 76′ Soe Myat Min 86′ | Rapport |       | Publik: 150 Domare: Khalid Al-Senan (Förenade Arabemiraten) | Publik: 150 Domare: Khalid Al-Senan (Förenade Arabemiraten) |
| 18:30 | 18:30        |                                                      |         |       | Publik: 150 Domare: Khalid Al-Senan (Förenade Arabemiraten) | Publik: 150 Domare: Khalid Al-Senan (Förenade Arabemiraten) |
| 18:30 | 18:30        |                                                      |         |       | Publik: 150 Domare: Khalid Al-Senan (Förenade Arabemiraten) | Publik: 150 Domare: Khalid Al-Senan (Förenade Arabemiraten) |

|       | 2 augusti 2008 | Sri Lanka      | 1 – 3   | Myanmar                                       | Gachibowli Athletic Stadium, Hyderabad              |                                                     |
| 16:00 | 16:00          | Jayasuriya 51′ | Rapport | Soe Myat Min 47′ Yan Paing 70′ Si Thu Win 85′ | Publik: 100 Domare: Valentin Kovalenko (Uzbekistan) | Publik: 100 Domare: Valentin Kovalenko (Uzbekistan) |
| 16:00 | 16:00          |                |         |                                               | Publik: 100 Domare: Valentin Kovalenko (Uzbekistan) | Publik: 100 Domare: Valentin Kovalenko (Uzbekistan) |
| 16:00 | 16:00          |                |         |                                               | Publik: 100 Domare: Valentin Kovalenko (Uzbekistan) | Publik: 100 Domare: Valentin Kovalenko (Uzbekistan) |

|       | 2 augusti 2008 | Nepal | 0 – 1   | Nordkorea         | Gachibowli Athletic Stadium, Hyderabad   |                                          |
| 18:30 | 18:30          |       | Rapport | Pak Song-Chol 39′ | Publik: 100 Domare: Masaaki Toma (Japan) | Publik: 100 Domare: Masaaki Toma (Japan) |
| 18:30 | 18:30          |       |         |                   | Publik: 100 Domare: Masaaki Toma (Japan) | Publik: 100 Domare: Masaaki Toma (Japan) |
| 18:30 | 18:30          |       |         |                   | Publik: 100 Domare: Masaaki Toma (Japan) | Publik: 100 Domare: Masaaki Toma (Japan) |

|       | 4 augusti 2008 | Nordkorea     | 1 – 0   | Myanmar | Lal Bahadur Shastri Stadium, Hyderabad                    |                                                           |
| 18:30 | 18:30          | Ro Hak-Su 15′ | Rapport |         | Publik: 100 Domare: Tayeb Hasan Shamsuzzaman (Bangladesh) | Publik: 100 Domare: Tayeb Hasan Shamsuzzaman (Bangladesh) |
| 18:30 | 18:30          |               |         |         | Publik: 100 Domare: Tayeb Hasan Shamsuzzaman (Bangladesh) | Publik: 100 Domare: Tayeb Hasan Shamsuzzaman (Bangladesh) |
| 18:30 | 18:30          |               |         |         | Publik: 100 Domare: Tayeb Hasan Shamsuzzaman (Bangladesh) | Publik: 100 Domare: Tayeb Hasan Shamsuzzaman (Bangladesh) |

|       | 4 augusti 2008 | Nepal                                 | 3 – 0   | Sri Lanka | Gachibowli Athletic Stadium, Hyderabad      |                                             |
| 18:30 | 18:30          | Shahukhala 14′ J.M. Rai 55′ Anjan 68′ | Rapport |           | Publik: 200 Domare: Ali Saleem (Maldiverna) | Publik: 200 Domare: Ali Saleem (Maldiverna) |
| 18:30 | 18:30          |                                       |         |           | Publik: 200 Domare: Ali Saleem (Maldiverna) | Publik: 200 Domare: Ali Saleem (Maldiverna) |
| 18:30 | 18:30          |                                       |         |           | Publik: 200 Domare: Ali Saleem (Maldiverna) | Publik: 200 Domare: Ali Saleem (Maldiverna) |

### Utslagsspel
|  | Semifinaler            | Semifinaler            |   |                        | Final                  | Final |  |
|  |                        |                        |   |                        |                        |       |  |
|  | 07 augusti - Hyderabad |                        |   |                        |                        |       |  |
|  | Indien                 | 1                      |   |                        |                        |       |  |
|  | Myanmar                | 0                      |   |                        |                        |       |  |
|  |                        |                        |   |                        |                        |       |  |
|  |                        |                        |   |                        | 13 augusti - New Delhi |       |  |
|  |                        |                        |   |                        | Indien                 | 4     |  |
|  |                        | Tadzjikistan           | 1 |                        |                        |       |  |
|  |                        |                        |   |                        |                        |       |  |
|  |                        |                        |   |                        |                        |       |  |
|  |                        |                        |   |                        | Bronsmatch             |       |  |
|  | 07 augusti - Hyderabad | 07 augusti - Hyderabad |   | 13 augusti - New Delhi | 13 augusti - New Delhi |       |  |
|  | Nordkorea              | 0                      |   | Nordkorea              | 4                      |       |  |
|  | Tadzjikistan           | 1                      |   |                        | Myanmar                | 0     |  |

#### Semifinaler
Indien tog sig till final efter ett sent mål av Sunil Chhetri. Nordkorea blev efter sitt fantastiska resultat i gruppspelet utslagna av Tadzjikistan (efter mål av Dzhomikhon Mukhidinov). Detta var enda målet Nordkorea släppte in i turneringen.
|       | 7 augusti 2008 | Indien      | 1 – 0   | Myanmar | Gachibowli Athletic Stadium, Hyderabad                      |                                                             |
| 16:00 | 16:00          | Chhetri 82′ | Rapport |         | Publik: 1 500 Domare: Tayeb Hasan Shamsuzzaman (Bangladesh) | Publik: 1 500 Domare: Tayeb Hasan Shamsuzzaman (Bangladesh) |
| 16:00 | 16:00          |             |         |         | Publik: 1 500 Domare: Tayeb Hasan Shamsuzzaman (Bangladesh) | Publik: 1 500 Domare: Tayeb Hasan Shamsuzzaman (Bangladesh) |
| 16:00 | 16:00          |             |         |         | Publik: 1 500 Domare: Tayeb Hasan Shamsuzzaman (Bangladesh) | Publik: 1 500 Domare: Tayeb Hasan Shamsuzzaman (Bangladesh) |

|       | 7 augusti 2008 | Nordkorea | 0 – 1   | Tadzjikistan   | Gachibowli Athletic Stadium, Hyderabad   |                                          |
| 19:30 | 19:30          |           | Rapport | Mukhidinov 39′ | Publik: 600 Domare: Masaaki Toma (Japan) | Publik: 600 Domare: Masaaki Toma (Japan) |
| 19:30 | 19:30          |           |         |                | Publik: 600 Domare: Masaaki Toma (Japan) | Publik: 600 Domare: Masaaki Toma (Japan) |
| 19:30 | 19:30          |           |         |                | Publik: 600 Domare: Masaaki Toma (Japan) | Publik: 600 Domare: Masaaki Toma (Japan) |

#### Bronsmatch
Nordkorea fick i bronsmatchen återigen ordning på spelet och Pak Song-Chol gjorde 3 mål redan i första halvlek, det gjorde att han vann skytteligan i turneringen. Nordkorea, som fick spela hela andra halvlek med en man mer efter att Burma hade drabbats av en utvisning, gjorde ett mål till i andra halvlek och vann matchen med 4–0. I kraft av att bli trea blev de även direktkvalificerade till nästa års upplaga av turneringen.
|       | 13 augusti 2008 | Myanmar | 0 – 4   | Nordkorea                                        | Ambedkar Stadium, New Delhi                                   |                                                               |
| 16:00 | 16:00           |         | Rapport | Pak Song-Chol 10′, 12′, 44′ (str.) Ro Hak-Su 53′ | Publik: 1 000 Domare: Khalid Al-Senan (Förenade Arabemiraten) | Publik: 1 000 Domare: Khalid Al-Senan (Förenade Arabemiraten) |
| 16:00 | 16:00           |         |         |                                                  | Publik: 1 000 Domare: Khalid Al-Senan (Förenade Arabemiraten) | Publik: 1 000 Domare: Khalid Al-Senan (Förenade Arabemiraten) |
| 16:00 | 16:00           |         |         |                                                  | Publik: 1 000 Domare: Khalid Al-Senan (Förenade Arabemiraten) | Publik: 1 000 Domare: Khalid Al-Senan (Förenade Arabemiraten) |

#### Final
Finalen avgjordes inför 10 000 åskådare på Ambedkar Stadium i New Delhi på grund av att stora mängder regn kommit i Hyderabad där finalen var tänkt att spelas. Det var molnigt och regnade men trots det var det behagliga 27 grader i luften. Indien tog tidigt grepp om matchen, i minut 9 gjorde Sunil Chhetri mål, Baichung Bhutia, Indiens viktigaste spelare denna turnering, gjorde sen 2–0 i minut 18. Fem minuter senare gjorde Sunil Chhetri sitt andra mål för kvällen och Indien såg ut att gå till halvtidsvila med 3–0 men med en minut kvar att spela reducerade Fatkhullo Fatkhuloev för Tadzjikistan. Det stod alltså 3–1 i paus och det blev bara ett mål i andra halvlek, det var Sunil Chhetri som gjorde sitt tredje mål för kvällen och såg till att Indien kunde vinna med 4–1 inför sin hemmapublik.
|       | 13 augusti 2008 | Indien                          | 4 – 1   | Tadzjikistan   | Ambedkar Stadium, New Delhi                            |                                                        |
| 19:00 | 19:00           | Chhetri 9′, 23′, 75′ Bhutia 18′ | Rapport | Fatkhuloev 44′ | Publik: 10 000 Domare: Valentin Kovalenko (Uzbekistan) | Publik: 10 000 Domare: Valentin Kovalenko (Uzbekistan) |
| 19:00 | 19:00           |                                 |         |                | Publik: 10 000 Domare: Valentin Kovalenko (Uzbekistan) | Publik: 10 000 Domare: Valentin Kovalenko (Uzbekistan) |
| 19:00 | 19:00           |                                 |         |                | Publik: 10 000 Domare: Valentin Kovalenko (Uzbekistan) | Publik: 10 000 Domare: Valentin Kovalenko (Uzbekistan) |

## Vinnare

Vinnare av turneringen blev alltså Indien efter segern mot Tadzjikistan med 4–1. De båda lagen hade mötts redan i gruppspelet, den matchen slutade 1–1. Detta var första gången som Indien vann AFC Challenge Cup efter att två år tidigare åkt ut i kvartsfinalen. Det var även första gången som arrangörslandet vann turneringen. Vinsten gjorde även att de blev kvalificerade till Asiatiska mästerskapen 2011. De blev även, tillsammans med tvåan Tadzjikistan och trean Nordkorea, kvalificerade till nästa års turnering.

## Utmärkelser
| Fair Play (lag) | Fair Play (lag) | Fair Play (lag) | Skytteligavinnare | Skytteligavinnare | Skytteligavinnare | Mest värdefulla spelare | Mest värdefulla spelare | Mest värdefulla spelare |
| --------------- | --------------- | --------------- | ----------------- | ----------------- | ----------------- | ----------------------- | ----------------------- | ----------------------- |
| Indien          | Indien          | Indien          | Pak Song-Chol     | Pak Song-Chol     | Pak Song-Chol     | Baichung Bhutia         | Baichung Bhutia         | Baichung Bhutia         |

## Skytteliga
| 6 goals - Pak Song-Chol 4 goals - Sunil Chhetri - Yusuf Rabiev - Guwançmuhammet Öwekow 3 goals - Baichung Bhutia 2 goals - Ro Hak-Su - Soe Myanmart Min 1 goal - Climax Lawrence - Myo Min Tun - Si Thu Win - Yan Paing - Yazar Win Thein | 1 goal - K.C. Anjan - Ju Manu Rai - Santosh Shahukhala - Kasun Jayasuriya - Fatkhullo Fatkhuloev - Dzhomikhon Mukhidinov - Davronjon Tukhtasunov - Vyacheslav Krendelev - Ýusup Orazmämmedow Självmål - Madushka Peiris (i matchen mot Nordkorea) - Alisher Tuychiev (i matchen mot Indien) |  |